# Von Echstedtska gården
von Echstedtska gården ligger i Västra Smedbyn i Kila socken i Säffle kommun. Gården hette tidigare Smedby Gård. 
Gården uppfördes under åren 1762–1764 av assessorn Bengt von Echstedt. Utsidan har karolinsk prägel. På insidan blommar rokokon bland annat i väggmålningarna. Ett lusthus och ett hemlighus flankerar på ömse sidor huvudbyggnaden, nedanför ligger dubbla par flygelbyggnader. Hemlighuset har unika takmålningar som föreställer gårdsherren med sin första hustru elegant sitta på avträdet med uppvaktande tjänare. Vid gården finns en apelgård med gamla värmländska äppelsorter. 
Gården hotades i början av 1900-talet att flyttas till Skansen men undgick detta genom att Värmlands Museum köpte gården 1939. Byggnaderna och interiörer restaurerades grundligt på 1950-talet, 1992–93 och även senare. Gården är byggnadsminnesförklarad sedan den 28 december 1964.
Värmlands Museum äger gården och bedriver besöksverksamhet under sommaren med utställningar, guidningar, kafé och programverksamhet.